# Gustavo
Gustavo ist ein männlicher Vorname.

## Herkunft und Bedeutung
Gustavo ist die italienische, spanische und portugiesische Form des Vornamens Gustav.

## Bekannte Namensträger

### Vorname
- Gustavo Arcos (1926–2006), kubanischer Dissident
- Gustavo Adolfo Bécquer (1836–1870), spanischer Schriftsteller
- Gustavo Albrecht Carvalhaes (* 1993), brasilianischer Beachvolleyballspieler
- Gustavo Assunção (* 2000), brasilianisch-portugiesisch-spanischer Fußballspieler
- Gustavo Baz Prada (1894–1987), mexikanischer Chirurg und Geburtshelfer, Politiker und Rektor der UNAM
- Gustavo Becerra-Schmidt (1925–2010), chilenischer Komponist und Musikpädagoge
- Gustavo A. Bravo (* 1979), kolumbianischer Ornithologe und Evolutionsbiologe
- Gustavo Cisneros (1945–2023), venezolanischer Unternehmer
- Gustavo Dalsasso (* 1976), argentinisch-chilenischer Fußballspieler
- Gustavo Díaz Ordaz (1911–1979), mexikanischer Politiker
- Gustavo Dudamel (* 1981), venezolanischer Violinist und Dirigent
- Gustavo Esteva (1936–2022), mexikanischer Aktivist und Universitätsgründer
- Gustavo Farrera (* 1954), venezolanischer Sänger
- Gustavo Franchin Schiavolin (* 1982), brasilianischer Fußballspieler
- Gustavo Giagnoni (1932–2018), italienischer Fußballspieler und -trainer
- Gustavo Gómez (* 1993), paraguayischer Fußballspieler
- Gustavo Gutiérrez (1928–2024), Mitbegründer und Namensgeber der Befreiungstheologie
- Gustavo Hebling de Aguiar (* 1996), brasilianischer Fußballspieler
- Gustavo Henrique (* 1994), brasilianischer Fußballspieler
- Gustavo Huet (1912–1951), mexikanischer Sportschütze
- Gustavo Jiménez (1886–1933), peruanischer Politiker
- Gustavo Kuerten (* 1976), brasilianischer Tennisspieler
- Gustavo Lins (* 1986), brasilianischer Pagode-Musiker
- Gustavo Lipkau Henríquez (* 1972), mexikanischer Architekt
- Gustavo Martínez Zuviría (1883–1962), bekannt geworden als Hugo Wast, argentinischer Schriftsteller
- Gustavo Noboa (1937–2021), ecuadorianischer Politiker
- Gustavo Oberman (* 1985), argentinischer Fußballspieler
- Gustavo Petro (* 1960), kolumbianischer Politiker
- Gustavo Santaolalla (* 1951), argentinischer Musiker
- Gustavo Testa (1886–1969), italienischer Kardinal der römisch-katholischen Kirche
- Gustavo Varela (* 1978), uruguayischer Fußballspieler
- Gustavo Victoria (* 1980), kolumbianischer Fußballspieler
- Gustavo Zapata (* 1967), ehemaliger argentinischer Fußballspieler

### Künstlername
- Gustavo (Maler) (* 1939), spanischer Maler
- Gusttavo Lima (* 1989), brasilianischer Sänger

### Zweitname
- Luiz Gustavo (Luiz Gustavo Dias; * 1987), brasilianischer Fußballspieler
- Luiz Gustavo (Fußballspieler, 1988) (Luiz Gustavo Domingues; * 1988), brasilianischer Fußballspieler
- Luiz Gustavo (Fußballspieler, 1994) (Luiz Gustavo Tavares Conde; * 1994), brasilianischer Fußballspieler
- Miguel Gustavo (* 1922 - † 1972), brasilianischer Autor, Komponist, und Journalist
- Muriel Gustavo Becker (* 1987), brasilianischer Fußballtorhüter, siehe Muriel (Fußballspieler)